# Amoklauf von Velika Ivanča
Koordinaten: 44° 25′ 24,2″ N, 20° 35′ 31,4″ O
Der Amoklauf von Velika Ivanča ereignete sich am 9. April 2013 in Velika Ivanča 50 Kilometer südlich von Belgrad in Serbien. Der 60-jährige Ljubiša Bogdanović drang zwischen 4:30 Uhr und 5:00 Uhr in fünf Wohnhäuser seiner Nachbarn und Verwandten ein und erschoss dabei sechs Männer, sechs Frauen und ein zweijähriges Kind.

## Tathergang
Zwischen 4:30 Uhr und 5:00 Uhr (MEZ) stürmte der 60-jährige Mann mit einer Pistole insgesamt fünf Häuser von Nachbarn und Verwandten im Ort Velika Ivanča. Alle Opfer schliefen während der Tat und wurden durch einen Schuss in den Kopf getötet. Laut Angaben des Täters dürften die ersten Opfer der 42-jährige Sohn und daraufhin die Mutter des Mannes im eigenen Haus gewesen sein. Seine Frau überlebte den Angriff schwer verletzt. Danach setzte Bogdanović die Mordserie in den umliegenden Häusern fort. Die alarmierte Polizei konnte ihn in einem Garten am Suizid hindern. 
Der Täter überlebte das Attentat zunächst mit lebensgefährlichen Verletzungen, verstarb aber am 11. April 2013 an seinen Verletzungen. Laut serbischen Medienberichten waren zwölf Opfer auf der Stelle tot, das dreizehnte Opfer erlag seinen Verletzungen im Krankenhaus.

### Todesopfer
- Ljubiša Bogdanović, 60, Schütze[2]
- Branko Bogdanović, 42, der Sohn von Ljubiša Bogdanović[4]
- Dobrila Bogdanović, 83, Mutter von Ljubiša Bogdanović[4]
- Mikailo Despotović, 61[5]
- Milena Despotović, 61, Ehefrau von Mikailo Despotović[5]
- Goran Despotović, Enkel von Mikailo und Milena Despotović[5]
- Jovana Despotović, 21, Ehefrau von Goran Despotović[5]
- David Despotović, 2, Sohn von Goran and Jovana Despotović[6]
- Ljubina Jelasić, 64[7]
- Miloš Jelasić, 48, Sohn von Ljubina Jelasić[4]
- Velja Mijailović, 78[7][4]
- Olga Mijailović, 79, Ehefrau von Velja Mijailović[4]
- Danica Stekić, 78[4]
- Dragana Stekić, 50, Tochter von Danica Stekić[4]

## Hintergründe
Auf Grund des Ablebens des Täters sind keine Motive bekannt. Der Täter besaß die Schusswaffe legal und war noch nie gewalttätig aufgefallen. Laut unbelegten Medienberichten befand sich der Täter aber aus unbekannten Gründen in psychotherapeutischer Behandlung.
Ljubiša Bogdanović (* 1953 in Velika Ivanča; † 11. April 2013 in Belgrad) war ein 60-jähriger serbischer Kriegsveteran aus dem Kroatienkrieg, wo er viereinhalb Monate kämpfte. Sein Vater beging Suizid, als Ljubiša Bogdanović noch ein Kind war. Sein Bruder und er wurden daraufhin zu ihrem Großvater Obrad gebracht, von dem gesagt wird, dass er die Kinder sehr streng erzog und sie für jeden kleinen Fehler bestrafte. Er hatte seit 1981 einen Waffenschein. Bogdanović und sein Sohn, der bei der Schießerei getötet wurde, waren bis 2012 Angestellte bei einer slowenischen Firma. Beide verloren 2012 ihren Job. Einige Nachbarn beschrieben ihn als „stillen Zeitgenossen“ und gaben an, von einer gewalttätigen Vergangenheit gewusst zu haben. Sie wussten auch von einem Streit mit seinem Sohn, da dieser in einer Beziehung mit einem Mädchen war, der Ljubiša Bogdanović nicht zustimmte.
Auch wenn niemand von Bogdanović wusste, ob er eine geistige Krankheit hatte, wurde von Fällen in seiner Familie berichtet. Neben Bogdanovićs Vater, der Suizid beging, litten auch sein Onkel und sein Cousin an einer psychischen Krankheit.
Auch seine Ehefrau konnte keine Angabe zu den Hintergründen machen. Ljubiša Bogdanović soll aber unmittelbar vor der Tat gesagt haben, dass es für sie kein Leben mehr gibt.

## Reaktionen
Auf Grund des Amoklaufs wurde von der serbischen Regierung ein Sondertreffen anberaumt. Die Serbische Regierung erklärte den 10. April 2013 zu einem Trauertag.
Polizeichef Veljović kündigte in einer Reaktion auf die Tat eine rasche Änderung des Waffen- und Munitionsgesetzes an. Es sollen strengere Vorgaben für den Besitz von Waffen und Munition festgelegt werden.